# Plesiolebias filamentosus
Plesiolebias filamentosus är en fiskart som beskrevs av Costa och Brasil 2007. Plesiolebias filamentosus ingår i släktet Plesiolebias och familjen Rivulidae. Inga underarter finns listade i Catalogue of Life.